# 사랑의 계절 (핑키와 킬러스의 노래)
〈사랑의 계절〉(일본어: 恋の季節 코이노키세츠[*])는 일본의 보사노바 밴드 핑키와 킬러스의 데뷔곡으로, 1968년 7월 20일 발매되었다. (7" Vinyl: BS-865) 1968년에 열린 제 10회 일본레코드대상에서 (그룹 부문) 신인상과 작곡상을 수상했으며, 그 해의 홍백가합전에 첫 출연해 부른 노래이기도 하다. 이 곡은 1968년 9월 23일자 오리콘 차트에서 첫 1위를 차지한 후, 사가와 미츠오(佐川満男)가 12월 16일 〈지금은 행복한가〉(今は幸せかい)로 1위를 차지했던 적을 제외하면, 이듬해인 1969년 1월 20일까지 총 17주간 1위를 기록하는 등 인기를 끌었으며, 누계판매량은 2008년을 기준으로 270만 장을 기록했다.
2013년, 이 노래를 부른 콘 요코(今陽子)는 본 작품을 작사한 이와타니 토키코(岩谷時子)가 폐렴으로 사망하자 소속사를 통해 〈사랑의 계절〉의 가사를 회상하며 "16살이였던 저에게, 그런 성인의 가사를 써 주신것에 대해서 영광이었다."고 전했으며, 현재 자신의 음악의 아버지인 이즈미 타쿠(いずみたく)와 어머니 이와타니를 모두 잃었다며 비통해했다.
이 노래는 여러 영화와 관련되어있다. 1950~60년대 일본은 노래를 소재로 한 영화(歌謡映画; 가요영화)가 활발히 만들어지고 있었으며, 이 곡을 소재로 1969년 3월 이노우에 우메츠구(井上梅次)가 감독한 동명의 영화가 개봉되었다. 한편 1970년 개봉된, 쇼지 카오루(庄司薫)가 쓴 동명의 소설을 원작으로 한 영화 《빨간모자야, 조심해!!》에서 극중곡으로 사용되며, 2009년 개봉한 애니메이션 《에반게리온: 파》의 OST에 수록되어 있기도 하다.

## 수록곡
| #            | 제목                                           | 작사            | 작곡         | 편곡         | 재생 시간 |
| ------------ | ---------------------------------------------- | --------------- | ------------ | ------------ | --------- |
| 1.           | 〈〈사랑의 계절〉〉 (恋の季節)                 | 이와타니 토키코 | 이즈미 타쿠  | 이즈미 타쿠  | 3:23      |
| 2.           | 〈〈차가운 비〉〉 (つめたい雨 츠메타이아메[*]) | 이와타니 토키코 | 이즈미 타쿠  | 이즈미 타쿠  | 2:56      |
| 총 재생 시간 | 총 재생 시간                                   | 총 재생 시간    | 총 재생 시간 | 총 재생 시간 | 6:19      |